# Violetknolknikmos
Violetknolknikmos (Bryum violaceum) is een mos uit het geslacht knikmos (Bryum).

## Determinatie
Violetknolknikmos heeft evenals purperknolknikmos rizoïden met een paarse tint maar is een slag kleiner (dan scharlakenknolknikmos), ook in tubergrootte.

## Ecologie
Het wordt rond Eindhoven aangetroffen op akkers, veelal maïsakkers, allerlei ruderale terreinen, zowel zandig als lemig, vaak ook stenig, bijvoorbeeld braakliggende bouwplaatsen, randen van parkeerterreinen, stenige paadjes; verder op zandige of lemige greppelwanden en langs sloten, oevers van poelen en in een overloopgebied van een beekje. 

## Verspreiding
In Nederland komt violetknolknikmos zeldzaam voor. In Nederland dateren alle vondsten van violetknolknikmos van na 1950. Dat kan mede veroorzaakt zijn doordat de soort pas in 1963 is beschreven. Door de geringe afmetingen en het voorkomen in antropogene milieus wordt violetknolknikmos weinig opgemerkt. Systematische inventarisaties rond Eindhoven laten zien dat het geen zeldzaam mos is en doen vermoeden dat de soort elders op grote schaal over het hoofd wordt gezien. 